# 馬修·摩甘
馬修·摩甘（英語：Matthew Morgan；1992年4月23日—）是一位威爾斯橄欖球運動員。他是威爾斯國家橄欖球隊的一員，代表威爾斯參加了2015年世界盃橄欖球賽。